# Fikserbillede
Et fikserbillede (af det forældede verbum fiksere, "narre, bedrage") er en form for synsbedrag, en tegning, som er tegnet sådan, at man kan læse den på to måder. I flere tilfælde er det nødvendigt at vende billedet på siden eller på hovedet for at se det andet motiv.
Et kendt eksempel på et fikserbillede er Rubins vase, som er opkaldt efter den danske psykolog Edgar Rubin.

## Galleri
- Verbeeks tegning kan ses på to forskellige måder, hvis man vender den.
- Figuren kan ses som en ung kvinde eller en gammel kvinde.
- "Kanizsa Triangle".